# TRAF2
La protéine TRAF2, de l'anglais TNF receptor-associated factor 2, est codée chez l'homme par le gène TRAF2, situé sur le chromosome 9. Elle fait partie des facteurs associés aux récepteurs de facteurs de nécrose tumorale (TRAF). Ces protéines sont associées à plusieurs récepteurs de facteurs de nécrose tumorale (TNFR) et en assurent la transduction de signal.
La protéine TRAF2 interagit avec les TNFR et forme des complexes avec les autres protéines TRAF. La formation d'un complexe entre TRAF2 et une autre protéine TRAF est en particulier requise pour l'activation des protéines MAPK8 (en)/JNK (en) et NF-κB par le facteur de nécrose tumorale. Le complexe TRAF1–TRAF2 interagit avec les protéines cIAP1 (en) et cIAP2 (en), de la famille des inhibiteurs d'apoptose (en) (IAP), et intervient ainsi dans la signalisation anti-apoptotique des récepteurs de TNF.
La protéine TRAF2 peut interagir avec la protéine TRADD, un transducteur de signal apoptotique associé aux récepteurs de TNF, et favoriser le recrutement d'inhibiteurs d'apoptose bloquant l'activation des caspases. TRAF2 peut être marquée à l'ubiquitine par la protéine cIAP1, ce qui déclenche sa dégradation et potentialise l'apoptose induite par les facteurs de nécrose tumorale.

## Rôles
La fixation sur le TFNR1 du facteur de nécrose tumorale permet la formation d'un complexe avec le TRADD, le RIP1 et le TRAF2, le tout permettant l'activation du NF-κB, avec un effet protecteur vis-à-vis de l'apoptose. Il intervient également dans la voie du CD40.
Il régule également l'apoptose par une voie indépendante du NF-kB.
Avec le PARKIN, il favorise l'autophagie des mitochondries.
Il est également inhibiteur de la nécroptose.

## En médecine
Son expression est diminuée dans le cœur des patients traités par anthracycline pour un cancer, ce qui expliquerait la cardiotoxicité de ce type de médicaments.